# Лопес Кабрера, Рикардо
Рикардо Лопес Кабрера (исп. Ricardo López Cabrera ; 28 сентября 1864, Кантильяна, Андалусия — 7 января 1950, Севилья) — испанский художник. Представитель костумбризма.

## Биография
Обучался в Королевской академии изобразительных искусств в Севилье. Ученик Эдуардо Кано и Хосе Хименеса Аранда.
В 1887 году получив стипендию, отправился в Рим, где провёл 4 года. Вернувшись на родину, женился на дочери Хосе Хименеса Аранда.
В 1892 и 1895 годах был награждён бронзовой медалью на престижной Национальной выставке изящных искусств. В 1906 году стал членом Академии изобразительных искусств в Севилье. В 1909 году по причине отсутствия коммерческих возможностей для работы в испанской столице переехал в Аргентину, в город Кордова, где совмещал свою художественную деятельность с преподаванием в Школе изящных искусств. В 1911—1923 годах жил в Буэнос-Айресе.
В феврале 1923 года вернулся в Испанию, посвятив пять лет живописи созданию пятнадцати триптихов на костумбристские темы разных испанских регионов: Андалусия, Арагон, Астурия, Балеарские острова, Канарские острова, Кастилия, Каталония, Эстремадура, Галисия, Леон, Мурсия, Наварра, Валенсия и Страна Басков.

## Творчество
Художественное наследие Рикардо Лопеса Кабрера разнообразно: помимо костумбристской темы, писал портреты, пейзажи, жанровые полотна, картины на рыбацкую тему и др. Ощутимо влияние люминизма Сорольи на его работы.
В зрелом возрасте у художника преобладают региональные темы и ландшафты.

## Галерея

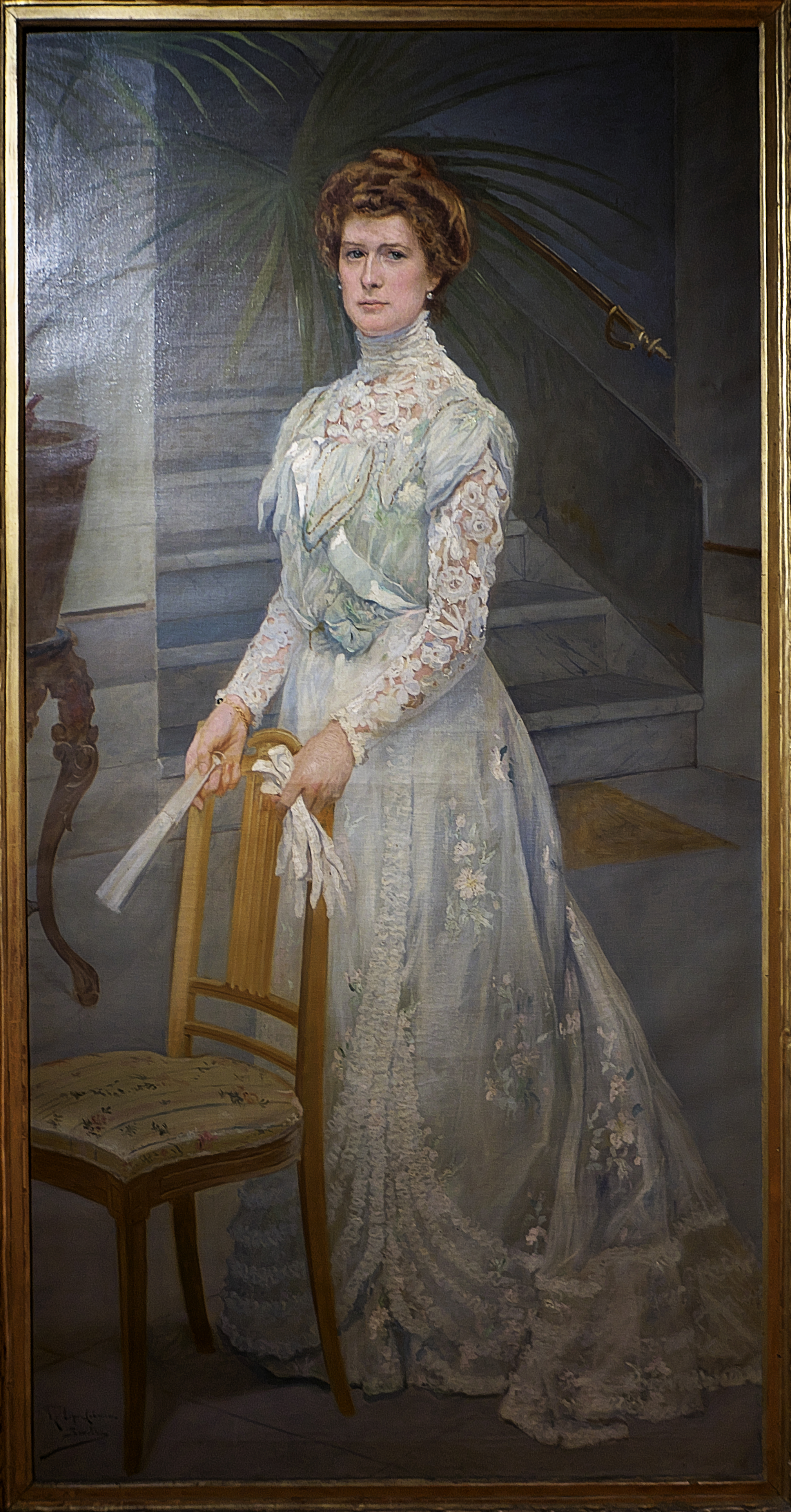
Женский портрет
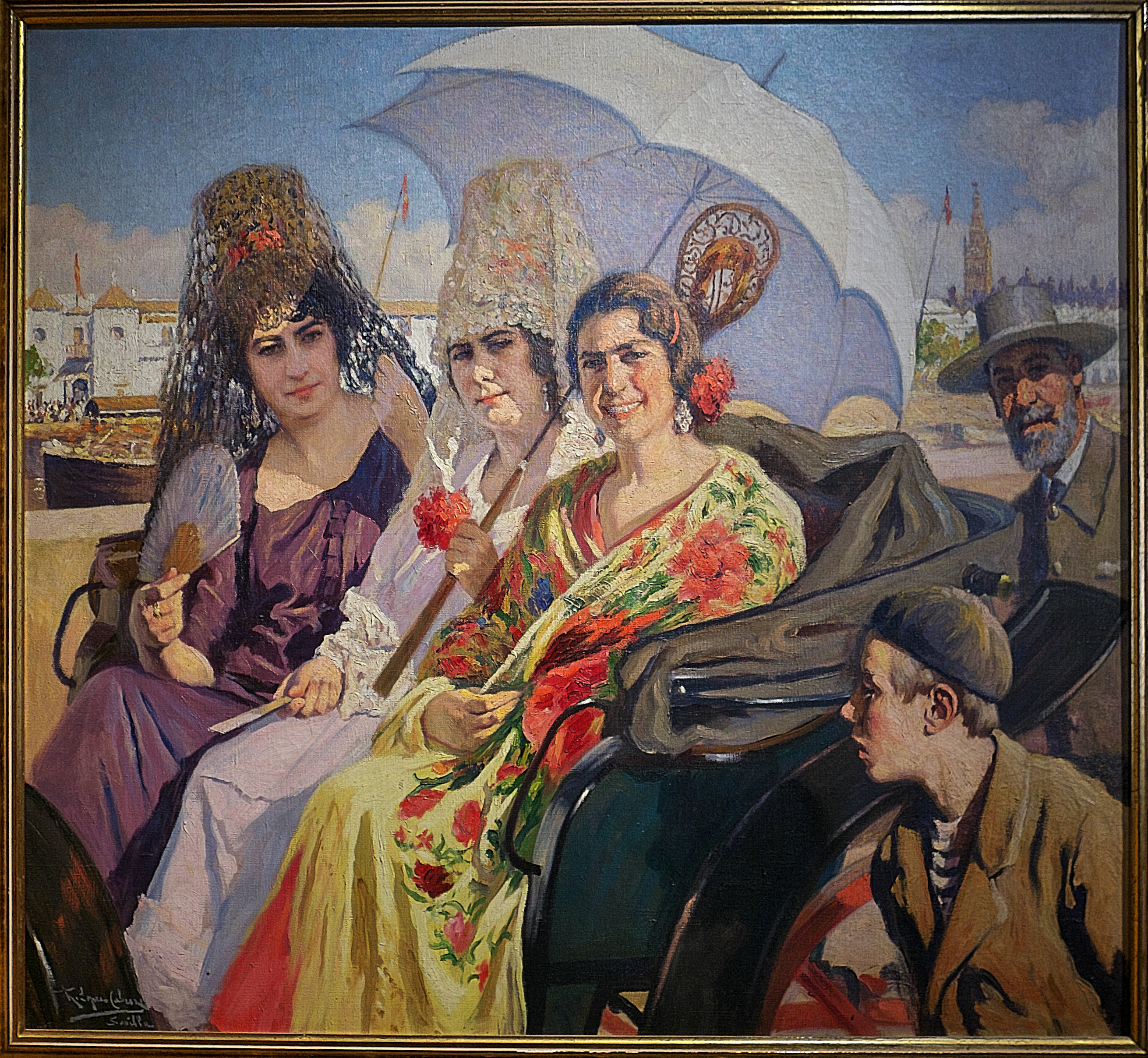
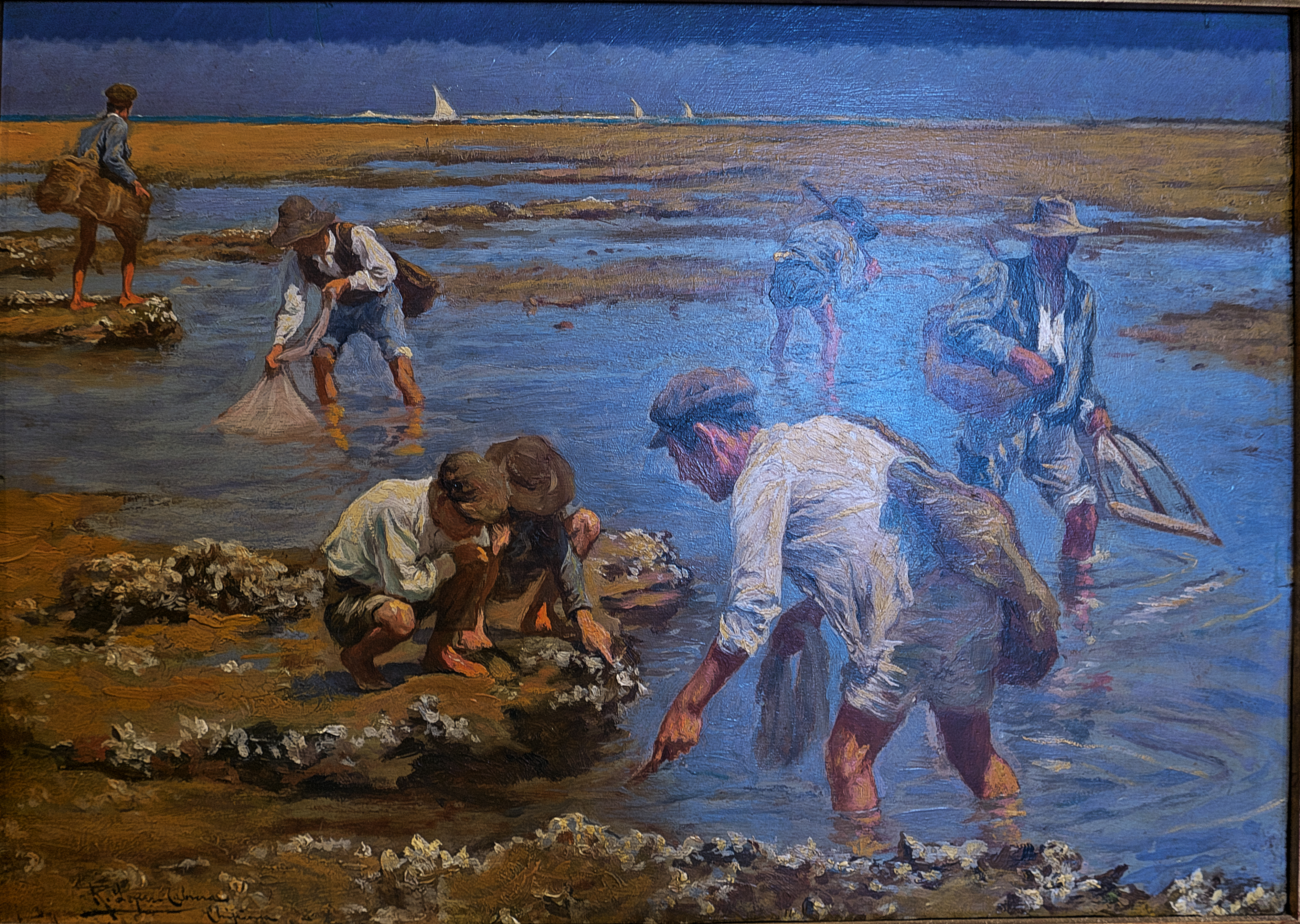
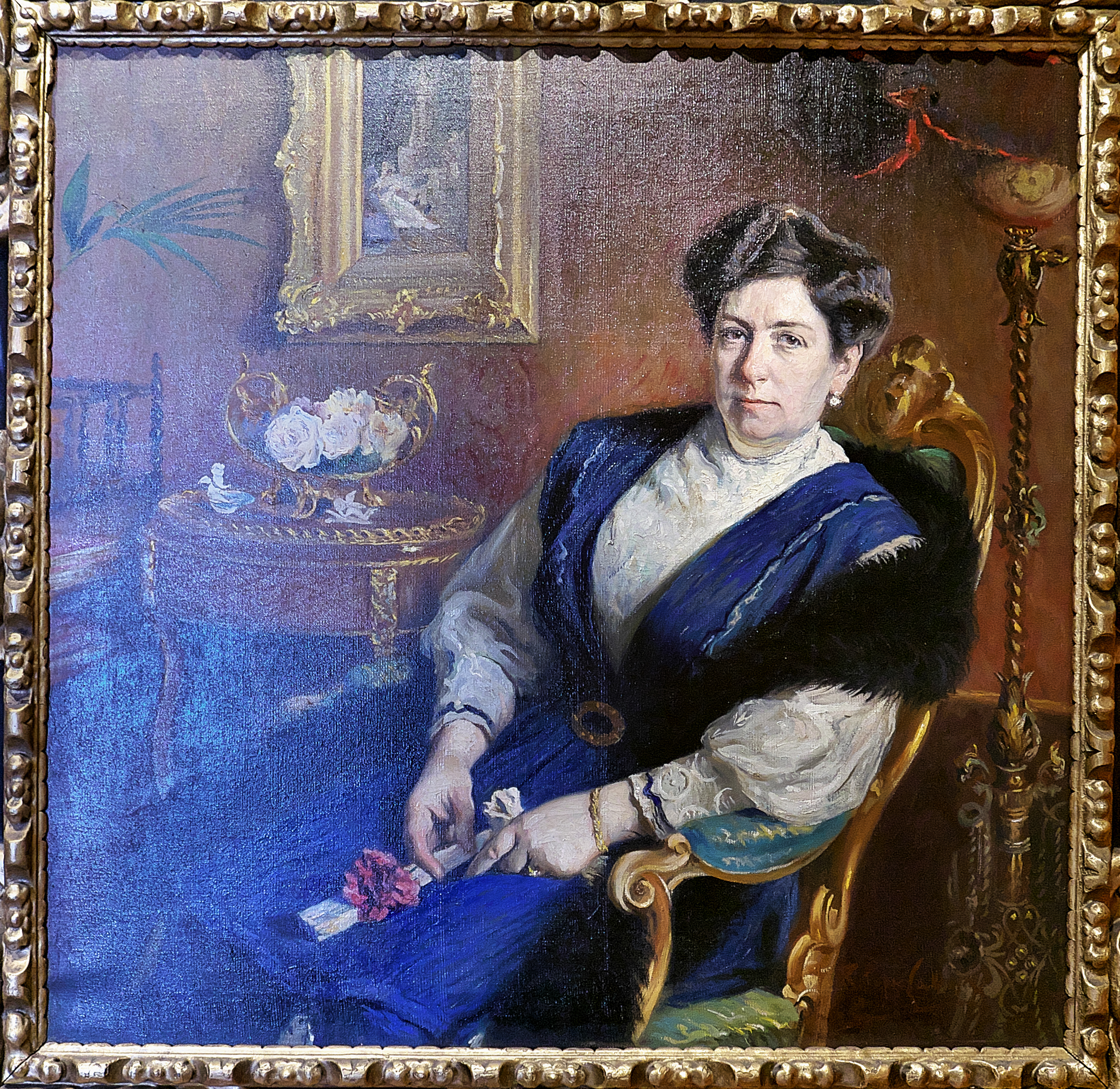